# Breandán Ó hEithir
Breandán Ó hEithir (* 18. Januar 1930 in Galway; † 26. Oktober 1990 in Dublin) war ein irischer Schriftsteller und Journalist. Seine Werke verfasste er in Irisch und Englisch.

## Leben
Ó hEithir wurde 1930 in der Stadt Galway geboren, verbrachte seine Kindheit aber zunächst auf Árainn, da seine Eltern dort als Pädagogen tätig waren. Seine Schulzeit schloss er in Galway-Stadt ab und studierte später drei Jahre Irisch und Geschichte am UCG, erreichte aber keinen Abschluss.
Beruflich war er vielseitig tätig, bevor er in Vollzeit zu schreiben anfing. Zuerst arbeitete er bei Comhdháil Náisiúnta na Gaeilge und danach als Redakteur beim Verlag Sáirséal agus Dill und der Zeitung The Irish Press. Ó hEithir schrieb regelmäßig Beiträge für die Irish Times und veröffentlichte Texte im Journal Comhar; für beide war er als Kolumnist tätig. Zudem arbeitete er als Journalist mit Raidió Teilifís Éireann (RTÉ) bei Sendungen wie Féach und Cúrsaí zusammen. Als Autor war er an dem Kurzfilm Páistí ag obair beteiligt.
Im Jahr 1957 heiratete er Catherine von Hildebrand, mit der er fünf Kinder hatte.
Ó hEithir war ein Neffe des berühmten irischen Schriftstellers Liam O’Flaherty.

## Werke
- Thar Ghealchathair Soir (1973)
- Lig Sinn i gCathú (1976)
  - engl.: Lead Us Into Temptation (1978)
  - dt.: Führe uns in Versuchung. Roman, Kiepenheuer, Leipzig und Weimar 1985
- Willie the Plain Pint agus An Papa (1977)
- Over the Bar (1984)
- Ciarán Fitzgerald agus Foireann Rugbaí na hÉireann (1985)
- A Begrudger's Guide to Irish Politics (1985)
- This is Ireland (1987)
- Sionnach ar mo Dhuán (1988)
- An Nollaig Thiar (1989)
- A Pocket History of Ireland (1989)
- An Chaint sa tSráidbhaile (1991)
- An Aran Reader (1991)